# Laurence Tribe

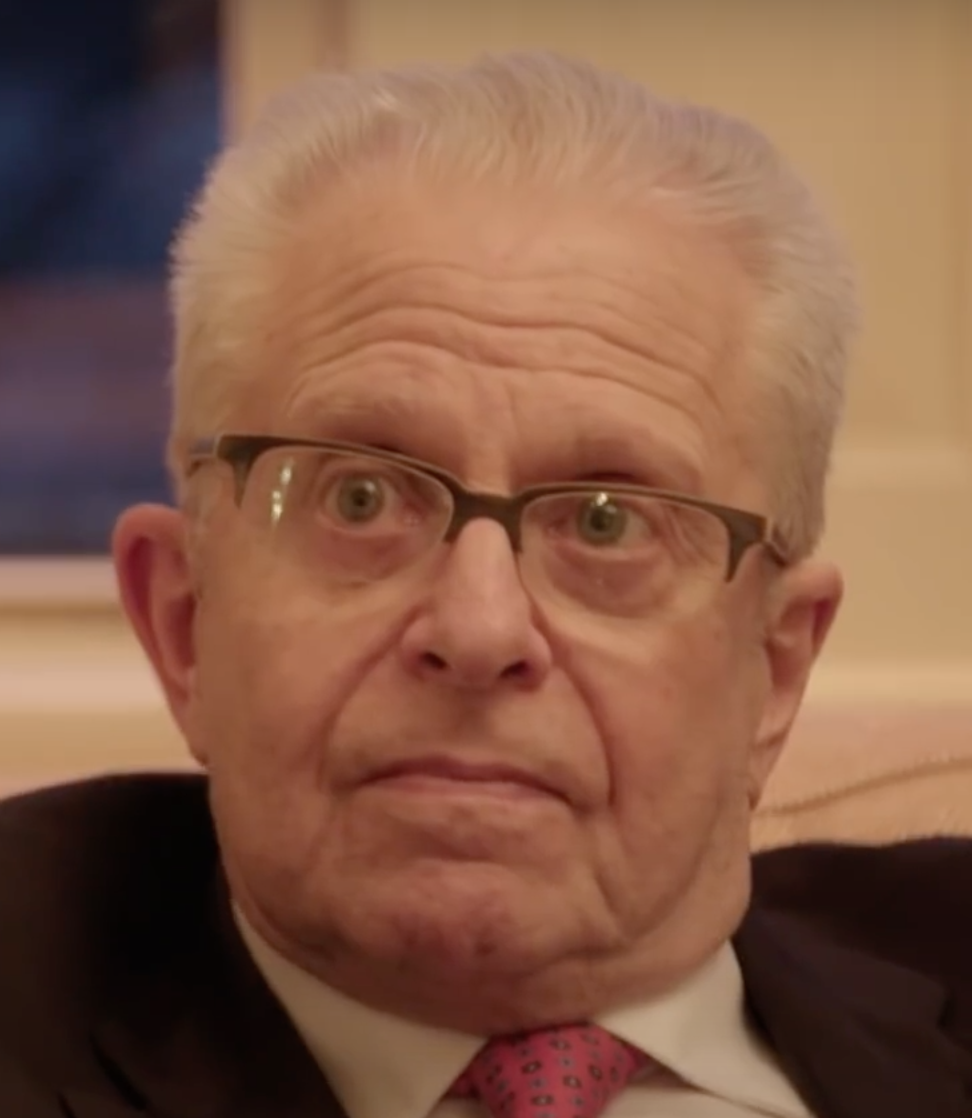
Larry Tribe in 2019

Laurence Henry (Larry) Tribe (Shanghai, 10 oktober 1941) is een in China geboren Amerikaanse jurist en rechtsgeleerde.
Hij bezet de Carl M. Loeb-leerstoel aan de Harvard Law School van Harvard. Tribes specialisme is het Amerikaanse constitutionele recht.
Tribe doceert constitutioneel recht en is medeoprichter van de American Constitution Society. Hij is auteur van Amerikaans Constitutioneel Recht (1978), een belangrijk handboek in het juridisch domein.
Voorts pleitte hij 36 keer voor het Hooggerechtshof van de Verenigde Staten.

## Afkomst en opleiding
Tribe werd geboren in Sjanghai (China) als zoon van Paulina (geboren Diatlovitsky) en George Israel Tribe. Zijn familie is van Joodse origine. Zijn vader kwam uit Polen en zijn moeder werd geboren in Harbin, haar ouders waren immigranten afkomstig uit Oost-Europa. Hij groeide op in het Franse Kwartier van Sjanghai.
Tribe doorliep de Lincoln High School in San Francisco (Californië). Hij behaalde in 1962 cum laude een A.B. in wiskunde aan het Harvard College en een magna cum laude, J.D. van Harvard Law School (1966), waar hij lid was van het Harvard Bureau voor Rechtshulp. Ook was hij lid van het Harvard-team dat in 1961 het Intercollegiaal Nationaal Debat Toernooi won en in 1969 coachte hij het team naar dezelfde titel.

## Carrière
Tribe assisteerde als klerk van Mathew Tobriner het Hooggerechtshof van Californië van 1966 tot 1967 en als klerk van Potter Stewart aan het federale Hooggerechtshof van de V.S. van 1967 tot 1968. Vervolgens trad hij in 1968 in dienst van de Harvard Law School als assistent-hoogleraar, waar hij in 1972 een vaste aanstelling kreeg. Tot zijn studenten en onderzoeksassistenten op Harvard behoorden president Barack Obama (onderzoeksassistent gedurende twee jaar), Opperrechter John Roberts (als rechtenstudent), Senator Ted Cruz, Opperrechter Merrick Garland en Opperrechter Elena Kagan (als onderzoeksassistent).
In 1978 publiceerde Tribe de eerste versie van wat een van de cruciale teksten is geworden van zijn hoofdwerk, Amerikaans Constitutioneel Recht. Het werk is sindsdien een aantal keren geactualiseerd en uitgebreid.
In 1983 vertegenwoordigde hij Sun Myung Moon, de leider van de Unification Church, in het beroep tegen zijn federale veroordeling wegens fraude bij het voldoen van inkomstenbelasting.
Tribe vertegenwoordigde restaurant Grendel's Den in de zaak Larkin versus Grendel's Den, waarin het restaurant een wet van de staat Massachusetts aanvocht, die scholen en kerken een vetorecht gaf op vergunningen voor het schenken van drank in een straal van 150 meter van hun instellingen. De zaak kwam in 1982 voor het Hooggerechtshof, dat de wet vernietigde wegens het schenden van de scheiding tussen Kerk en Staat.
In de Hooggerechtshof-zaak van de National Gay Task Force versus Board of Education in 1985, vertegenwoordigde Tribe de National Gay Task Force, die een uitspraak van het Hof van Beroep had gewonnen tegen een wet van de staat Oklahoma, die scholen zou hebben toegestaan om docenten te ontslaan die zich aangetrokken voelen tot hetzelfde geslacht of zich uitspreken pro burgerrechten voor LGBT-ers. Het Hooggerechtshof kwam er niet uit, waardoor de uitspraak van het Hof van Beroep  overeind bleef staan, daaraan nog het argument toevoegend dat de wet een schending van het First Amendment (grondrecht van vrije meningsuiting) zou inhouden. 
Tribe getuigde uitvoerig tijdens de hearing in de Senaat in 1987 over de voordracht van Robert Bork voor het Hooggerechtshof, argumenterend dat Borks standpunt over het beperken van rechten in de Grondwet historisch zou zijn in de geschiedenis van het Hof. Door zijn deelname aan de hearing werd hij ook bekend buiten het juridische domein en werd hij ook een mikpunt van rechtse critici. Later werd zijn telefoon teruggevonden, waarin een afluisterapparaatje bleek te zijn aangebracht. Het is echter nooit opgehelderd wie het apparaatje heeft geplaatst en evenmin waarom. 
Zijn boek Abortion: Clash of Absolutes (1990), werd "informatief, overtuigend en helder" genoemd in een recensie in het journaal van de American Bar Association.
Tribe maakte deel uit van het juridisch team van Al Gore dat keek naar de resultaten van de presidentsverkiezing in 2000. Omdat  Gore en George W. Bush vrijwel evenveel stemmen hadden behaald, werden er in Florida in bepaalde county's hertellingen in gang gezet, die tot aan het Hooggerechtshof werden aangevochten. In de eerste zaak voor het Federale Hof in Miami bepleitte Tribe met succes dat het Hof het hertellen van de stemmen niet moest stoppen. David Boies pleitte voor het team Gore in een verwante zaak aan het Florida State Court, gelet op de data dat de Staat Florida, hertellingen zou accepteren. Toen er in de originele federale zaak, Bush versus Gore, beroep werd ingesteld, besloten Gore en zijn adviseurs op het laatste moment hun zaak voor het Hooggerechtshof te laten bepleiten door Boies in plaats van Tribe. Het Hof besliste dat de hertellingen van de stemmen moesten ophouden en dat daarom George W. Bush was verkozen tot President.
In 2004 erkende Tribe dat hij verscheidene specifieke fragmenten en een vonnis had geplagieerd in zijn boek, God  Save this Honorable Court (1985), uit een boek van Henry Abraham van 1965. Na onderzoek werd hij berispt door Harvard voor "een ernstige fout in zorgvuldige academische praktijk", maar het onderzoek concludeerde dat Tribes misser niet opzettelijk was.
Sinds het midden van de negentiger jaren, vertegenwoordigde Tribe een aantal bedrijven op het punt van hun recht op vrije meningsuiting en grondwettelijke positie. Tribe vertegenwoordigde General Electric in zijn verdediging tegen zijn aansprakelijkheid onder de Comprehensive Environmental Response, Compensation and Liability Act ("Superfund"), waarover General Electric en Tribe zonder succes argumenteerden dat de wet in strijd met de Grondwet General Electric's basale procesrechten schond.
In 2014 werd Tribe verhinderd om Peabody Energy te vertegenwoordigen in een proces tegen het Environmental Protection Agency (EPA). Hij betoogde dat EPA's gebruik van de Clean Air Act om haar Clean Power Plant te implementeren in strijd was met de Grondwet. Tribe's juridische analyse werd bekritiseerd door andere juridische commentatoren, waaronder Richard J. Lazarus en Jody Freeman, collega-professoren van de Harvard Law School, die zijn conclusie betitelden als "geheel zonder verdienste".

## Politieke betrokkenheid
Tribe is een van de medeoprichters van de linkse juridische en beleidsorganisatie American Constitution Society, gevormd om de conservatieve Federalist Society te weerstaan. Ook behoort hij tot de geleerden van Harvard Law School die hun steun voor dierenrechten hebben uitgesproken.
Hij was werkzaam als juridisch adviseur voor Barack Obama‘s presidentiële campagne van 2008. In februari 2010 werd hij benoemd tot "Senior-adviseur voor Rechtsgang" van het Departement van Justitie. Hij nam acht maanden later ontslag om gezondheidsredenen.